# Kim Lan
Kim Lan từng là một xã thuộc huyện Gia Lâm, thành phố Hà Nội, Việt Nam.

## Địa lý
Xã Kim Lan có vị trí địa lý:
- Phía đông giáp huyện Văn Giang tỉnh Hưng Yên
- Phía tây giáp quận Hoàng Mai
- Phía nam giáp xã Văn Đức (cũ)
- Phía bắc giáp xã Bát Tràng.

Xã Kim Lan có diện tích 2,74 km², dân số năm 2022 là 6.811 người, mật độ dân số đạt 2.485 người/km².

## Hành chính
Xã Kim Lan được chia thành 5 thôn: 1, 2, 3, 4, 5.

## Lịch sử
Trước đây, vùng đất Kim Lan thuộc tổng Đông Dư, huyện Gia Lâm, phủ Thuận An, tỉnh Bắc Ninh.
Năm 1948, xã Kim Lan hợp nhất với hai xã Bát Tràng, Giang Cao thành xã Quang Minh, thuộc huyện Gia Lâm, tỉnh Bắc Ninh.
Ngày 9 tháng 4 năm 1957, chia xã Quang Minh thành xã Quang Minh và xã Kim Lan.
Ngày 20 tháng 4 năm 1961, Quốc hội ban hành Nghị quyết về việc sáp nhập xã Kim Lan vào thành phố Hà Nội quản lý.
Ngày 31 tháng 5 năm 1961, Hội đồng Chính phủ ban hành 78-CP. Theo đó, xã Kim Lan thuộc huyện Gia Lâm, thành phố Hà Nội quản lý.
Giai đoạn năm 1981–1990, xã Kim Lan có 3 thôn: Thống Nhất (4 xóm: 1, 2, 3, 4); Đoàn Kết (2 xóm: 5, 6); Tiền Phong (2 xóm: 7, 8).
Giai đoạn năm 1991–1995, thành lập thôn 1, 2, 3, 4, 5, 6, 7, 8 trên cơ sở 3 thôn cũ: Thống Nhất, Đoàn Kết, Tiền Phong.
Ngày 9 tháng 12 năm 2020, HĐND TP. Hà Nội ban hành Nghị quyết số 30/NQ-HĐND về việc:
- Sáp nhập Thôn 3 vào Thôn 2.
- Thành lập Thôn 3 trên cơ sở Thôn 4 và Thôn 5.
- Thành lập Thôn 4 trên cơ sở Thôn 6 và một phần Thôn 2.
- Thành lập Thôn 5 trên cơ sở Thôn 7 và Thôn 8.

Ngày 01 tháng 1 năm 2025, Ủy ban Thường vụ Quốc hội Nghị quyết 1286/NQ-UBTVQH15 về việc sát nhập xã Kim Lan và xã Văn Đức thành xã Kim Đức. 